# NGC 4342
NGC 4342 este o galaxie lenticulară situată în constelația Fecioara. A fost descoperită în 13 aprilie 1784 de către William Herschel. Se află la o distanță de 16,5 megaparseci de Pământ.